# Steppeparelmoervlinder
De steppeparelmoervlinder (Melitaea aurelia) is een middelgrote (voorvleugellengte 12-16mm) vlinder uit de familie Nymphalidae (vossen, parelmoervlinders en weerschijnvlinders). De soort komt verspreid over Centraal-Europa tot in Siberië voor, en gaat flink achteruit. Hij is zeer zeldzaam in het zuiden van België (in de Gaume) en sinds 1959 niet meer waargenomen in Vlaanderen tot hij gespot wordt op 26 juni 2019 in Westerlo. In Nederland werd de soort waargenomen tussen 1993 en 1996 in twee kalkgraslanden in Zuid-Limburg. De soort vliegt van juni tot augustus. De vlinder vliegt op hoogtes van 100 tot 1500 meter boven zeeniveau.

## Waardplanten
De waardplanten van de steppeparelmoervlinder zijn smalle weegbree, ruige weegbree, hengel en kleine ratelaar. De halfvolgroeide rupsen overwinteren in een rupsennest gemaakt van spinsel in de strooisellaag.